# Agence de transport de la Maison-Blanche
L'Agence de transports de la Maison-Blanche (The White House Transportation Agency, abrégé en WHTA) fournit des véhicules conduits par des chauffeurs entraînés, à la famille du président des États-Unis, à ses visiteurs officiels et au personnel de la Maison-Blanche, et ce, partout dans le monde et à n'importe quel moment. 

## Histoire
La WHTA est l'héritière du garage de la Maison-Blanche (The White House Garage) qui a été créée en 1909 par une loi du Congrès sous la présidence de William H. Taft, le premier président américain à avoir un véhicule à sa disposition à la Maison-Blanche. Au fil des ans, le garage initial a été transformé en une organisation militaire et est devenu une unité régulière en 1963, en étant placé sous le contrôle du bureau militaire de la Maison-Blanche, sous le nom de U.S. Army Transportation Agency, avant d'être finalement rebaptisée pour devenir l'agence de transports de la Maison-Blanche. 
L'agence n'est pas composée de membres du Secret Service mais de sous-officiers de l'armée américaine rentrés dans l'agence après un an de formation qui comporte, entre autres, 540 heures d'entraînement à la conduite sous la direction de membres du Secret Service et d'autres formateurs.